# Bayırbağı, Digor
Bayırbağı là một xã thuộc huyện Digor, tỉnh Kars, Thổ Nhĩ Kỳ. Dân số thời điểm năm 2010 là 207 người.